# Бусовача (община)
Община Бусовача (босн. и хорв. Opština Busovača, серб. Општина Бусовача) — боснийская община, расположенная в центральной части Федерации Боснии и Герцеговины. Административным центром является город Бусовача.

## Население
По переписи 1991 года население общины составляло 18879 человек. По оценке на 2009 год, в общине проживало 16073 человека.
| Население общины Бусовача |                |                |                |
| Год переписи              | 1991           | 1981           | 1971           |
| Хорваты                   | 9093 (48,16 %) | 8088 (49,65 %) | 7646 (52,99 %) |
| Бошняки                   | 8451 (44,76 %) | 6875 (42,20 %) | 5896 (40,86 %) |
| Сербы                     | 623 (3,29 %)   | 625 (3,83 %)   | 735 (5,09 %)   |
| Югославы                  | 510 (2,70 %)   | 399 (2,44 %)   | 60 (0,41 %)    |
| Другие                    | 202 (1,06 %)   | 302 (1,85 %)   | 91 (0,63 %)    |
| Итого                     | 18879          | 16289          | 14428          |

## Населённые пункты общины
Баре, Буковци, Бусели, Бусовача, Царица, Добралево, Долац, Доня Ровна, Горня Ровна, Грабле, Границе, Густи Граб, Хозановичи, Храсно, Явор, Язвине, Елинак, Качуни, Каоник, Катичи, Ковачевац, Крчевине, Крвавичичи, Кула, Купрес, Лончари, Мехуричи, Мердани, Михалевичи, Милавице, Незировичи, Очехничи, Оселиште, Подбаре, Подьеле, Подстиена, Поле, Просье, Путиш, Раван, Скрадно, Солаковичи, Стране, Стубица, Шудине, Туричи и Зараче.